# Astrohelix
Genre
Astrohelix est un genre d'ophiures (échinodermes) de la famille des Gorgonocephalidae. 

## Liste des espèces
Selon World Register of Marine Species (26 janvier 2016) :
- Astrohelix bellator (Koehler, 1904)
- Astrohelix paucidens (Mortensen, 1933)

Ces deux espèces ont un statut encore ambigu et pourraient n'en former qu'une.